# Чакрі

Емблема Чакрі

Чакрі — королівська династія, що править в Таїланді з 1782 року.
Династія Чакрі була заснована Пра Буддха Йодфа Чулалоке, або королем Рамою I. Він народився 20 березня 1737 року, отримав ім'я Дуанг, проголосив себе королем у храмі Ват Пхо 6 квітня 1782 року і керував країною протягом 28 років. В ході свого правління він настільки посилив королівство, що тайці перестали побоюватися чергових вторгнень своїх ворогів.
Син короля Рами I, Пра Буддха Лоетла Нафалай або Рама II вступив на престол відразу ж після смерті свого батька. Час його правління вважають Ренесансом тайської культури і мистецтва, особливо слід відзначити досягнення в галузі літератури. Наступним королем став Пра Нангклао. Він зміцнив оборону країни і побудував велику кількість  будівель. У часи його правління тайське мистецтво досягло вершини свого розвитку. На зміну королю Рамі III (або Пра Нангклао) прийшов король Монгкут (Рама IV), який був також і духовним пастирем країни. Він був першим монархом, який відкрив торгівлю з іноземцями. Король долучив населення до західної науки і здійснив модернізацію Таїланду.
Його змінив король Чулалонгкорн (Рама V), шанований монарх Таїланду. В період його 42-річного правління в Таїланді були здійснені різноманітні реформи. Було ліквідовано рабство, введено сучасне адміністративне управління, проведена судова реформа і судочинство стало більш ефективним, була переглянута система фінансових інститутів.
Король Рама VI, що прийшов на зміну королю Чулалонгкорну, розвинув і поглибив реформи, задумані його батьком. Він настільки сприяв розвитку мови і літератури, що його іноді називають королем-поетом. Однією з його заслуг можна вважати низку договорів, укладених між Таїландом і зарубіжними країнами, це сприяло зростанню престижу Таїланду на світовій арені. 
Рама VI помер 26 листопада 1925 року. Його наступником став молодший брат короля (Рама VII) —  останній абсолютний монарх Таїланду.
24 червня 1932 року в Таїланді відбулася революція, і Його Величність прийняв пропозицію про проголошення в країні конституційної монархії. 2 березня 1934 року король зрікся престолу і пізніше помер у вигнанні, передавши право на трон своєму племіннику, королю Ананді Махідолу (Рама VIII). Останній перебував на троні протягом 11 років. Після його раптової смерті трон перейшов його молодшому братові (Рама IX), який правив  протягом 70 років.

## Родинне дерево династії Чакрі
- Рама I (พระบาทสมเด็จพระพุทธยอดฟ้าจุฬาโลกมหาราช), 1782—1809
  -  Рама II Лоетла Нафалай(พระบาทสมเด็จพระพุทธเลิศหล้านภาลัย), 1809—1824
    -  Рама III Чессадабодіндра (พระบาทสมเด็จพระนั่งเกล้าเจ้าอยู่หัว), 1824—1851
    -  Рама IV Монгкут (พระบาทสมเด็จพระจอมเกล้าเจ้าอยู่หัว), 1851—1868
      -  Рама V Чулалонгкорн (พระบาทสมเด็จพระจุลจอมเกล้าเจ้าอยู่หัว «พระปิยมหาราช»), 1868—1910
        -  Рама VI Вачіравуд (พระบาทสมเด็จพระมงกุฎเกล้าเจ้าอยู่หัว), 1910—1925
        -  Рама VII Прачадіпок (พระบาทสมเด็จพระปกเกล้าเจ้าอยู่หัว), 1925—1935
        -  Махідол Сонгкла
          -  Рама VIII Ананда Махідол (พระบาทสมเด็จพระเจ้าอยู่หัวอานันทมหิดล), 1935—1946
          -  Рама IX Пуміпон Адульядет (พระบาทสมเด็จพระเจ้าอยู่หัวภูมิพลอดุลยเดชมหาราช), 1946—2016[1]
            -  Рама X Вачхіралонгкон - з 13.10.2016[2][3]